# Torre Cramond
A Torre Cramond (em língua inglesa Cramond Tower) é uma torre localizada em Cramond, Escócia.
Encontra-se classificado na categoria "B" do "listed building" desde 14 de julho de 1966.